# Selección de baloncesto de Montenegro
La selección de baloncesto de Montenegro (en montenegrino: Кошаркашка репрезентација Црне Горе, romanizado: Košarkaška reprezentacija Crne Gore) es el equipo formado por jugadores de nacionalidad montenegrina que representa a la Federación de Baloncesto de Montenegro en las competiciones internacionales organizadas por la Federación Internacional de Baloncesto (FIBA) o el Comité Olímpico Internacional (COI): los Juegos Olímpicos, la Copa Mundial de Baloncesto y el EuroBasket.
Montenegro se unió a la FIBA en 2006, tras la restauración de la independencia montenegrina ese mismo año. Desde 2006, la selección nacional se ha clasificado para el EuroBasket en cuatro ocasiones (2011, 2013, 2017, 2022). Montenegro se ha clasificado dos veces para la Copa Mundial FIBA, en 2019 y 2023. El equipo también ha participado en torneos más pequeños como los Juegos de los Pequeños Estados de Europa.
Actualmente ocupa el puesto número 16 del Ranking Mundial FIBA.

## Historia

### Selección de Yugoslavia (1935-1991)
Junto con las otras 5 repúblicas balcánicas: Serbia, Croacia, Eslovenia, Macedonia, Bosnia y Herzegovina, Montenegro compite bajo la denominación de Yugoslavia. Entre los jugadores de origen montenegrino destacan Žarko Varajić y Žarko Paspalj (este último de nacionalidad serbia).

### Yugoslavia (1995-2003)
Después de la guerra que asoló a los balcanes, y de una sanción de 4 años de la ONU, Montenegro sigue unida a Serbia y compiten bajo la misma denominación, Yugoslavia. Es un periodo de mucho éxito y medallas para Yugoslavia, en la que jugadores montenegrinos como Nikola Bulatović, Predrag Drobnjak, Vlado Šćepanović y Žarko Čabarkapa son partícipes de esos éxitos.

### Serbia y Montenegro (2003-2006)
Serbia y Montenegro compiten juntas, y con dicho nombre durante 3 años, aunque con escaso éxito.

### Montenegro independiente (2006-2014)
En 2006, la Federación de Baloncesto de Montenegro junto con este equipo se unieron a la Federación Internacional de Baloncesto (FIBA) por su cuenta tras la Independencia de Montenegro.
La selección montenegrina entró en competición internacional en 2008, y nombró a Duško Vujošević como seleccionador nacional. Montenegro comenzó en la División B de la FIBA, donde ganó el primer lugar en su primera temporada competitiva. Desde que se convirtió en un equipo independiente, Montenegro ha ganado 13 partidos oficiales seguidos, hasta perder ante Israel en agosto de 2010.
En ese momento, jugadores de la NBA como Nikola Vučević y Nikola Peković se convirtieron en los jugadores más conocidos de la selección montenegrina.
En sus primeros clasificatorios para el EuroBasket, Montenegro acabó primero de grupo. Así, el equipo se clasificó para el EuroBasket 2011, donde disputó cinco partidos en la primera fase, con una victoria y cuatro derrotas. El entrenador de Montenegro en su primer EuroBasket fue Dejan Radonjić.
En agosto de 2012, con el nuevo entrenador Luka Pavićević, Montenegro inició la clasificación para el EuroBasket 2013. Nuevamente ganó el primer lugar, pero sin perder en 10 partidos. Los partidos notables fueron contra Serbia, el primero después de que los dos países se separaron. Montenegro ganó ambos partidos, y la victoria en Belgrado (73:71), ante 18.000 espectadores, la obtuvo Nikola Ivanović con un triple desde el centro, un segundo antes del final del partido.
Como primer equipo de la fase de clasificación, Montenegro participó en el EuroBasket 2013 en Eslovenia. Obtuvieron mejores resultados que en 2011, con dos victorias y tres derrotas, pero eso no fue suficiente para la segunda fase del EuroBasket.
Montenegro tuvo su primera campaña de clasificación fallida desde la independencia en 2014. Sorprendentemente, en la fase de grupos de la clasificación para el EuroBasket 2015, Montenegro terminó tercero, por lo que no pudo clasificarse para la fase final.

### 2015-presente
En 2015, Montenegro nombró a Bogdan Tanjević nuevo entrenador de la selección nacional. Antes de tomar las riendas de la selección nacional, fue el entrenador del Fenerbahçe. Como anteriormente el equipo nacional no pudo clasificarse para el EuroBasket 2015, participó en los Juegos de los Pequeños Estados de Europa (países europeos con menos de un millón de ciudadanos) en Islandia y ganó fácilmente la medalla de oro.
En el verano de 2016, Montenegro comenzó la competición en las eliminatorias del EuroBasket 2017, con la única ambición de clasificarse para su tercera fase final desde la independencia. En un grupo con Georgia, Eslovaquia y Albania, Montenegro terminó en segundo lugar, con una derrota, y se clasificó para el EuroBasket 2017.
Por primera vez en su historia, en el EuroBasket 2017, Montenegro terminó en tercer lugar en la fase de grupos y se clasificó para los octavos de final. En ese momento, ese fue el mayor éxito de la selección montenegrina desde su independencia en 2006. Dos años más tarde, Montenegro se clasificó por primera vez para la Copa Mundial FIBA 2019, después de un partido en el que el ganador se lo lleva todo en Podgorica contra Letonia. Montenegro perdió el partido 80–74, pero aun así pasó porque había ganado el partido fuera de casa 84–75, manteniendo así el desempate por diferencia de puntos. Con ese resultado, Montenegro se convirtió en el estado más pequeño por población y territorio en clasificarse para la Copa Mundial FIBA desde el establecimiento de la competición.

## Plantilla
- Lista de jugadores convocados que disputaron la Copa Mundial de Baloncesto de 2023.[5]

| Montenegro                | Montenegro          | Montenegro | Montenegro | Montenegro | Montenegro            |
| Num                       | Jugador             | Pos        | Altura     | Edad       | Equipo                |
| ------------------------- | ------------------- | ---------- | ---------- | ---------- | --------------------- |
| 2                         | Aleksa Ilić         | AP         | 2,04 m     | 26         | Budućnost VOLI        |
| 3                         | Vladimir Mihailović | E          | 1,93 m     | 33         | Budućnost VOLI        |
| 4                         | Nikola Vučević      | P          | 2,08 m     | 32         | Chicago Bulls         |
| 7                         | Andrija Slavković   | E          | 2,02 m     | 24         | Budućnost VOLI        |
| 8                         | Dino Radončić       | A          | 2,03 m     | 24         | FC Bayern Múnich      |
| 11                        | Nemanja Radović     | AP         | 2,08 m     | 31         | UCAM Murcia           |
| 14                        | Bojan Dubljević     | P          | 2,05 m     | 31         | Zenit San Petersburgo |
| 19                        | Marko Simonović     | P          | 2,13 m     | 23         | Crvena Zvezda         |
| 20                        | Nikola Ivanović     | A          | 1,90 m     | 29         | Runa Basket Moscow    |
| 22                        | Igor Drobnjak       | B          | 1,93 m     | 23         | SC Derby              |
| 30                        | Petar Popović       | A          | 1,93 m     | 26         | Budućnost VOLI        |
| 55                        | Kendrick Perry      | B          | 1,83 m     | 30         | Unicaja Baloncesto    |
| Entrenador: Boško Radović |                     |            |            |            |                       |

## Partidos

### Próximos encuentros
| Fecha                    | Ciudad    | Competición                | Local                |                                 | Resultado |                                 | Visitante            |
| ------------------------ | --------- | -------------------------- | -------------------- | ------------------------------- | --------- | ------------------------------- | -------------------- |
| 24 de agosto de 2022     | Podgorica | Clasificación Mundial 2023 | Montenegro           | Bandera de Montenegro           | 88:69     | Bandera de Bosnia y Herzegovina | Bosnia y Herzegovina |
| 27 de agosto de 2022     | Kaunas    | Clasificación Mundial 2023 | Lituania             | Bandera de Lituania             | 90:73     | Bandera de Montenegro           | Montenegro           |
| 1 de septiembre de 2022  | Tiflis    | EuroBasket 2022            | Turquía              | Bandera de Turquía              | 72:68     | Bandera de Montenegro           | Montenegro           |
| 3 de septiembre de 2022  | Tiflis    | EuroBasket 2022            | Montenegro           | Bandera de Montenegro           | 76:70     | Bandera de Bélgica              | Bélgica              |
| 4 de septiembre de 2022  | Tiflis    | EuroBasket 2022            | Bulgaria             | Bandera de Bulgaria             | 81:91     | Bandera de Montenegro           | Montenegro           |
| 6 de septiembre de 2022  | Tiflis    | EuroBasket 2022            | Montenegro           | Bandera de Montenegro           | 65:82     | Bandera de España               | España               |
| 7 de septiembre de 2022  | Tiflis    | EuroBasket 2022            | Georgia              | Bandera de Georgia              | 73:81     | Bandera de Montenegro           | Montenegro           |
| 10 de septiembre de 2022 | Berlín    | EuroBasket 2022            | Alemania             | Bandera de Alemania             | 85:79     | Bandera de Montenegro           | Montenegro           |
| 11 de noviembre de 2022  | Pardubice | Clasificación Mundial 2023 | República Checa      | Bandera de República Checa      | 56:65     | Bandera de Montenegro           | Montenegro           |
| 14 de noviembre de 2022  | Podgorica | Clasificación Mundial 2023 | Montenegro           | Bandera de Montenegro           | 56:65     | Bandera de Lituania             | Lituania             |
| 23 de febrero de 2023    | Tuzla     | Clasificación Mundial 2023 | Bosnia y Herzegovina | Bandera de Bosnia y Herzegovina | 74:66     | Bandera de Montenegro           | Montenegro           |
| 26 de febrero de 2023    | Podgorica | Clasificación Mundial 2023 | Montenegro           | Bandera de Montenegro           | 88:70     | Bandera de República Checa      | República Checa      |
| 25 de agosto de 2023     | Pasay     | Copa Mundial 2023          | México               | Bandera de México               | 71:91     | Bandera de Montenegro           | Montenegro           |
| 27 de agosto de 2023     | Pasay     | Copa Mundial 2023          | Montenegro           | Bandera de Montenegro           | 89:74     | Bandera de Egipto               | Egipto               |
| 29 de agosto de 2023     | Pasay     | Copa Mundial 2023          | Montenegro           | Bandera de Montenegro           | 71:91     | Bandera de Lituania             | Lituania             |
| 1 de septiembre de 2023  | Pasay     | Copa Mundial 2023          | Estados Unidos       | Bandera de Estados Unidos       | 85:73     | Bandera de Montenegro           | Montenegro           |
| 3 de septiembre de 2023  | Pasay     | Copa Mundial 2023          | Grecia               | Bandera de Grecia               | 69:73     | Bandera de Montenegro           | Montenegro           |

## Entrenadores
- Duško Vujošević: 2007–2010
- Dejan Radonjić: 2010–2012
- Luka Pavićević: 2012–2014
- Bogdan Tanjević: 2015–2017
- Zvezdan Mitrović: 2017–2019
- Boško Radović: 2019–presente

## Jugadores destacados
| - Vlado Šćepanović - Predrag Drobnjak - Omar Cook - Tyrese Rice - Taylor Rochestie - Derek Needham - Nikola Peković |  | - Goran Jeretin - Slavko Vraneš - Bojan Bakić - Boris Bakić - Miloš Borisov - Nebojša Bogavac |  | - Vladimir Dragičević - Vladimir Golubović - Ivan Maraš - Goran Nikolić - Blagota Sekulić - Marko Todorović |

## Plantillas anteriores
- EuroBasket 2011: finalizó 21° de 24 equipos.

Nikola Vučević, Goran Jeretin, Boris Bakić, Vlado Šćepanović, Miloš Borisov, Vladimir Mihailović, Omar Cook, Slavko Vraneš, Milko Bjelica, Vladimir Dragičević, Nikola Peković, Vladimir Dašić. Entrenador: Dejan Radonjić
- EuroBasket 2013: finalizó 17° de 24 equipos.

Nikola Vučević, Bojan Bakić, Suad Šehović, Aleksa Popović, Sead Šehović, Blagota Sekulić, Nikola Ivanović, Milko Bjelica, Tyrese Rice, Marko Popović, Bojan Dubljević, Vladimir Dašić. Entrenador: Luka Pavićević
- EuroBasket 2017: finalizó 13° de 24 equipos.

Tyrese Rice, Nikola Vučević, Suad Šehović, Nikola Pavličević, Dino Radončić, Marko Todorović, Bojan Dubljević, Filip Barović, Vladimir Mihailović, Nikola Ivanović, Nemanja Vranješ, Nemanja Đurišić. Entrenador: Bogdan Tanjević
- Copa Mundial 2019: finalizó 25° de 32 equipos.

Nikola Vučević, Derek Needham, Suad Šehović, Nemanja Radović, Sead Šehović, Aleksa Popović, Marko Todorović, Bojan Dubljević, Nikola Ivanović, Dino Radončić, Petar Popović, Milko Bjelica. Entrenador: Zvezdan Mitrović
- EuroBasket 2022: finalizó 13° de 24 equipos.

Zoran Vučeljić, Aleksa Ilić, Vladimir Mihailović, Nikola Pavličević, Dino Radončić, Marko Simonović, Nemanja Radović, Bojan Dubljević, Zoran Nikolić, Igor Drobnjak, Petar Popović, Kendrick Perry. Entrenador: Boško Radović
- Copa Mundial 2023: finalizó 11° de 32 equipos.

Aleksa Ilić, Vladimir Mihailović, Nikola Vučević, Andrija Slavković, Dino Radončić, Nemanja Radović, Bojan Dubljević, Marko Simonović, Nikola Ivanović, Igor Drobnjak, Petar Popović, Kendrick Perry. Entrenador: Boško Radović

## Historial

### Copa Mundial
Resultado General: 50.º puesto
| Copa Mundial de Baloncesto |
| --- |
| - 1950: No calificó - 1954: No calificó - 1959: No calificó - 1963: No calificó - 1967: No calificó - 1970: No calificó - 1974: No calificó - 1978: No calificó - 1982: No calificó - 1986: No calificó - 1990: No calificó - 1994: No calificó - 1998: No calificó - 2002: No calificó - 2006: No calificó - 2010: No calificó - 2014: No calificó - 2019: 25° Lugar - 2023: 11° Lugar - 2027: TBD |

### Juegos Olímpicos
| Baloncesto en los Juegos Olímpicos |
| --- |
| - Berlín 1936: No calificó - Londres 1948: No calificó - Helsinki 1952: No calificó - Melbourne 1956: No calificó - Roma 1960: No calificó - Tokio 1964: No calificó - México 1968: No calificó - Múnich 1972: No calificó - Montreal 1976: No calificó - Moscú 1980: No calificó - Los Ángeles 1984: No calificó - Seúl 1988: No calificó - Barcelona 1992: No calificó - Atlanta 1996: No calificó - Sídney 2000: No calificó - Atenas 2004: No calificó - Pekín 2008: No calificó - Londres 2012: No calificó - Río 2016: No calificó - Tokio 2020: No calificó - París 2024: No calificó |

### EuroBasket
| EuroBasket |
| --- |
| - 1935: No participó - 1937: No participó - 1939: No participó - 1946: No participó - 1947: No participó - 1949: No participó - 1951: No participó - 1953: No participó - 1955: No participó - 1957: No participó - 1959: No participó - 1961: No participó - 1963: No participó - 1965: No participó - 1967: No participó - 1969: No participó - 1971: No participó - 1973: No participó - 1975: No participó - 1977: No participó - 1979: No participó - 1981: No participó - 1983: No participó - 1985: No participó - 1987: No participó - 1989: No participó - 1991: No participó - 1993: No participó - 1995: No participó - 1997: No participó - 1999: No participó - 2001: No participó - 2003: No participó - 2005: No participó - 2007: No participó - 2009: No participó - 2011: 21° Lugar - 2013: 17° Lugar - 2015: No participó - 2017: 13° Lugar - 2022: 13° Lugar - 2025: TBD |

## Palmarés
- Juegos de los Pequeños Estados de Europa:
  -   Campeón (2): 2015, 2019
  -  Subcampeón (1): 2017